# Георги Кънчев
Георги Любенов Кънчев е български лекар, Почетен гражданин на Ловеч.

## Биография
Георги Кънчев е роден на 6 октомври 1942 г. в Ловеч. Завършва с отличен успех средното си образование в ССПУ „Христо Кърпачев“ (Ловеч) (1960). Учи във Висшия медицински институт (София) и завършва със специалност анестизиология и интензивно лечение.
Постъпва на работа като лекар-анестизиолог в МБАЛ „д-р Параскев Стоянов“ (Ловеч). От 1975 до 2008 г. е завеждащ Отделение по анестизиология, реанимация и интензивно лечение (ОАРИЛ). Създава и поддържа добре окомплектовано отделение. В продължение на 40 години провежда хуманна лекарска практика, отдадена на опазването на живота и здравето на ловчалии. След пенсионирането си работи като анестезиолог в МБАЛ „д-р Ангел Пешев“ (Тетевен).
Награден е с „Народен орден на труда“ златен (1984), Значка „Отличник на МНЗ“ (1985) и „Почетен знак на Българския лекарски съюз“ (1995).
На 28 април 2011 г. е удостоен със званието Почетен гражданин на Ловеч за „Съществен принос в развитието на здравеопазването на град Ловеч“.
Умира на 12 януари 2018 г.